# Dendroxea adumbrata
Dendroxea adumbrata är en svampdjursart som beskrevs av Corriero, Scalera-Liaci och Pronzato 1996. Dendroxea adumbrata ingår i släktet Dendroxea och familjen Chalinidae. Inga underarter finns listade i Catalogue of Life.